# Cazombo
Cazombo é uma cidade e município angolano, capital da província de Moxico Leste.
Em 5 de setembro de 2024 tornou-se capital da nova província de Moxico Leste, tornando-se, pela mesma legislação (Lei n.° 14/2024), efetivamente uma cidade e um município. Antes da edição desta legislação, Cazombo era a cidade-sede (e também comuna-sede) do município do Alto Zambeze.
O município é constituído pela comuna-sede, equivalente à cidade de Cazombo, e ainda pela comuna de Lumbala Caquengue.

## História
Devido ao número elevado de casos de lepra nos distritos do leste de Angola, foi construída a Leprosaria do Cazombo, de 1948 a 1950, com capacidade para 500 doentes. Esta leprosaria pretendia servir também os habitantes de Angola que viviam na fronteira com o Congo Belga e na Rodésia do Norte. Após a independência a Leprosaria tornou-se o Hospital e Maternidade de Cazombo.